# Šotki dioda
Šotki dioda ili šotkijeva dioda, je posebna vrsta diode koja ima veoma kratko vrijeme uključivanja i isključivanja (tipično 100 ps), kao i znatno niži prag provođenja nego kod običnih silicijumskih dioda.

## Izrada
Izrađuju se tako što se direktno na poluprovodnik N vrste nanosi metal. Elektroni iz poluprovodnika prelaze u metal zbog difuzije, pa se u poluprovodniku obrazuje prostorno naelektrisanje u kojem se nalaze nekompenzovani pozitivni joni. Ovo prostorno naelektrisanje postoji praktično samo u poluprovodniku, pa je električno polje manje nego u normalnom PN-spoju. Elektroni mogu da prelaze iz poluprovodnika u metal, jer je energija elektrona u metalu manja, ali obrnuto ne mogu. Na ovaj način se dobije usmjerački spoj između poluprovodnika i metala, a takođe i priključak za anodu. Drugi kontakt se dobije tako što se naknadno obrazuje oblast sa velikom koncentracijom N+ primjesa, pa se dobije N+ oblast, koja je slična provodniku. Na N+ oblast se nanosi metal sa kojim se obrazuje neusmjerački kontakt, koji čini katodu diode.
Kod Šotki dioda nema prelaza šupljina iz P u N oblast, kao ni elektrona iz N u P oblast, pa ne postoji difuzna kapacitivnost spoja. Vrijeme uključivanja i isključivanja je veoma kratko i iznosi tipično 100 ps.

## Karakteristike
Prag provođenja Šotki diode je manji nego kod običnih silicijumskih dioda jer je potencijalna barijera manja. Prag provođenja može se mijenjati promjenom gustine primjesa u poluprovodniku. Što je veća koncentracija primjesa, niži je inverzni napon i niži je prag provođenja, skoro jednak nuli, ali je relativno velika i inverzna struja. Na primjer kod diode BAS40-03 firme Simens prag provođenja je oko 0,25 V, a inverzni napon je oko 40 V. Kod diode BAS70-03 iste firme prag provođenja je oko 0,4 V, a inverzni napon oko 70 V.

## Upotreba
Šotki diode se upotrebljavaju u veoma brzim prekidačkim kolima. Šotki diode sa velikom koncentracijom primjesa se koriste u oblasti mikrotalasa (10 GHz). Postoji posebna vrsta usmjeračkih Šotki dioda za struju do nekoliko desetina ampera (na primjer BYS76 firme Simens za struju do 75 A), koje se upotrebljavaju u brzim usmjeračkim kolima ili kod impulsnih regulatora napona.